# 姫路空襲
姫路空襲（ひめじくうしゅう）とは、大東亜戦争末期の1945年6月22日と7月3日深夜から7月4日未明にかけて兵庫県姫路市が受けた2度の空襲のこと。

## 空襲以前
下記の空襲以前、1944年12月より姫路周辺にB-29爆撃機が飛来するようになり、3ないし4日に1回の割合で空襲警報が発令されている。さらに1945年3月19日には野里と香呂村犬飼（現・姫路市香寺町犬飼）とでそれぞれ播但線の列車が機銃射撃を受けている。

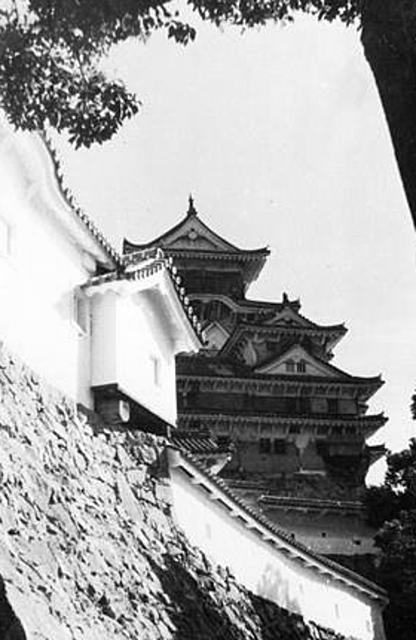
空襲から守るために黒い網を掛けられた姫路城

## 6月22日の姫路空襲

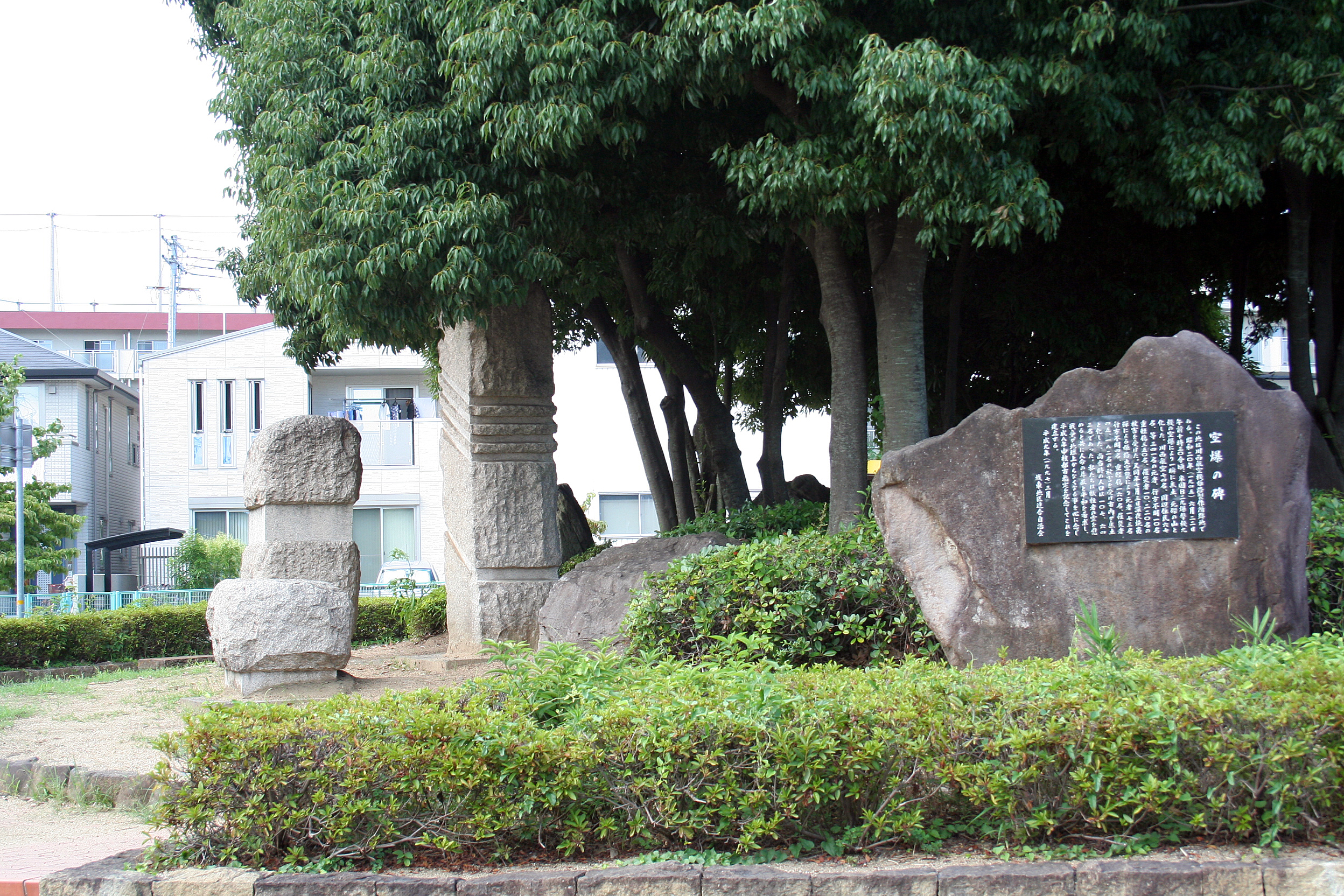
京口駅前ロータリーにある空爆の碑

『姫路市史』では「六月空襲」、『姫路空爆の記録』では「川西空襲」と呼称している。
1945年6月22日9時50分ごろ、B-29約60機が飛来し、播但線京口駅東北にあった川西航空機姫路製作所を中心に約1時間精密爆撃を続けた。爆撃の目的地である製作所は全壊したほか、周辺の山陽皮革や日本フェルトの各工場、県立姫路高等女学校、民家や道路、上下水道なども甚大な被害を受けた。製作所にいた徴用や学徒動員、社員など多くの従業員や周辺住民を含めた人的被害は、死者341人、被災者10220人。

### アメリカ軍の作戦任務報告書による6月22日の爆撃データ
- ミッション217

- 爆撃日時：1945年6月22日午前9時46分から同10時37分（日本時間）

- 爆撃部隊：アメリカ陸軍航空軍、第21爆撃集団所属、第58爆撃団

- B-29爆撃機数：52機

- 投下した焼夷弾の種類、量
  - AN-M64 350.7米トン
  - 計 350.7米トン

## 7月3日深夜の姫路空襲

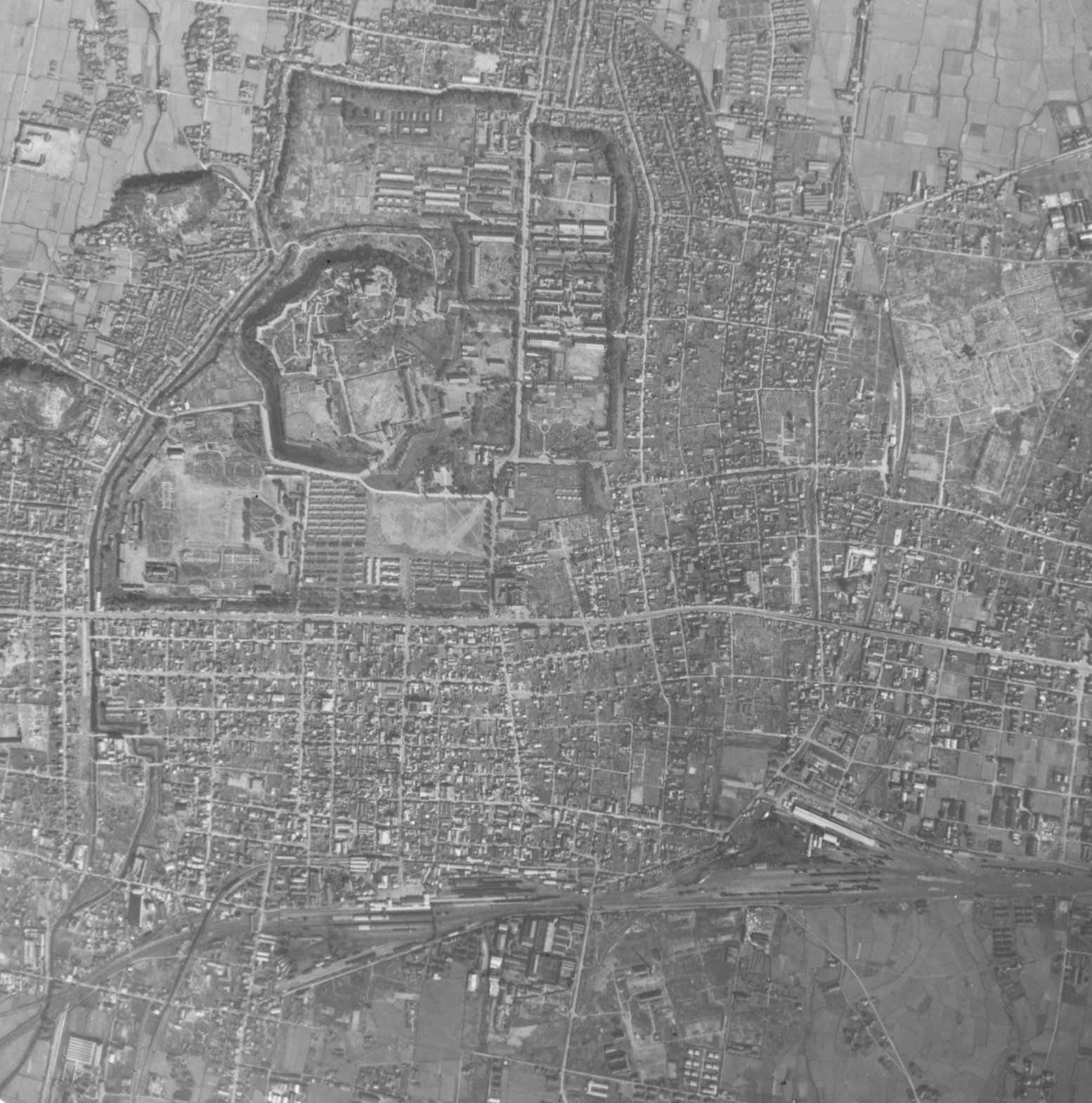
姫路空襲（1945年（昭和20年））から2年後、1947年（昭和22年）11月1日の兵庫県姫路市中心部。右側（東側）の空き地は1945年6月22日の爆撃で壊滅した川西航空機姫路工場跡地。姫路市街地は1945年7月3日の空襲からの復興途上。画面中央右寄りに縦（南北方向）に空襲を免れた建物の屋根が濃く見える。

『姫路市史』では「七月空襲」、『姫路空爆の記録』では「焼夷空襲」と呼称している。
1945年7月3日16時23分（日本時間）、マリアナ諸島のグアム・サイパン・テニアンの3島4基地から、徳島・高松・高知、そして姫路への爆撃のため501機のB-29が出撃し、硫黄島を経由して、それぞれの都市へと向かった。同日深夜11時50分から翌未明1時29分にかけて、姫路城南東を中心照準点とする半径4,000フィート（約1,200m）が目標とされ、姫路市街地全域に焼夷弾が降り注いだ。火の手は姫路駅前から上がり、順次周辺へと拡大、町は火の海と化し、特に内町と呼ばれた市街中心部（現：姫路市立白鷺小中学校区、姫路市立城東小学校区西部）はほぼ壊滅した。内町の周囲や工場が多数置かれていた姫路駅南側、さらにこれらから離れた地域も含め、総戸数・総人口の各約40%が被災した。当時は飾磨市であった飾磨でも一部が被災した。
死者173人、重軽傷者160人余、全焼家屋約1万300戸、被災者45182人。
姫路城も爆撃対象から外されることは無かったものの、天守に命中した焼夷弾が発火せずに焼失を免れ、その姿に勇気づけられた被災者もいたようである。
当時姫路駅南西の南畝町に居住し、写真などの郷土資料を収集した「高橋秀吉コレクション」（現在は兵庫県立歴史博物館収蔵）を残した郷土史研究家・高橋秀吉は以下のように記す。
その夜遂に我が姫路も焼かれる空襲となった。（中略）（引用者注：勤め先の）寮に着く前に投弾のひびきひどく、市街の東方、市川辺に火の手が上がる。遂に来た。姫路の最後、我が家も本当におさらばとなった。（中略）
見かえると次々と弾は市中に的確となり、落下の度に気味悪い雨のドシャ降りのような音をたて、爆発すればぱっと光って、ヒルよりも明るくなる。（中略）市の中心部はすでに火の海。（中略）見上ぐる空には機影もハッキリ見える。（中略）（引用者注：焼夷弾の子弾が）すぐ目の前にプスッと落ちてパアッと火の花が四方に飛び、私の頭上をとびこえる。（中略）そのうちに、だんだん爆音も遠ざかり、やっと（引用者注：空襲警報が）解除となり、（引用者注：防空壕から）はい出てみると、姫路の空は家々のもえ上がる炎が映って、気味わるいほどである。とうとう姫路も焼かれてしまった。—高橋秀吉、『姫路の罹災』昭和20年7月3日の日記より、

### アメリカ軍の作戦任務報告書による7月3日の爆撃データ
- ミッション249

- 爆撃日時：1945年7月3日午後11時50分から翌日午前1時29分（日本時間）

- 爆撃部隊：アメリカ陸軍航空軍、第21爆撃集団所属、第313爆撃団

- B-29爆撃機数：106機

- 投下した焼夷弾の種類、量
  - E46 546.6米トン
  - AN-M47A2 220.5米トン
  - 計 767.1米トン